# Castelo de Foix

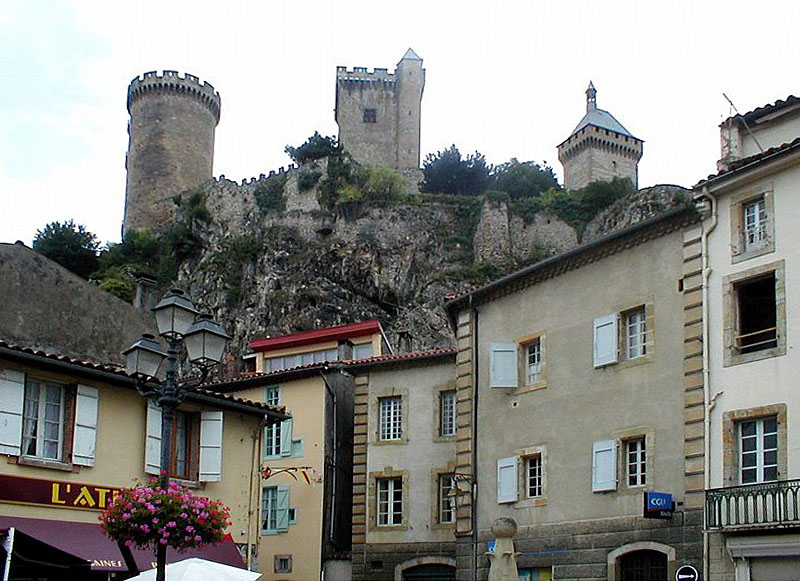
Castelo de Foix

O castelo de Foix é um castelo que se encontra encravado no centro da cidade de Foix, cidade à que domina desde uma altura de uns 60 metros, em cima de uma rocha calcária, estando no departamento francês de Ariège. Também é um importante centro de atração turística da cidade de Foix e do departamento de Ariège, e é conhecido igualmente por ser um dos principais lugares associados ao catarismo. Também é altamente conhecido pela relação que mateve a nobresa de Foix com Andorra.

## História
A rocha calcária sobre a qual se assenta o castelo está trufada por diversas grutas, que já foram habitadas pelo homem nos tempos pré-históricos, e que foram objeto de diversas campanhas de investigação, tanto de tipo espeleológico como arqueológico.
Na época celta pré-romana, o lugar seguiu ocupado, fato que atesta a seguinte citação de Júlio César, no ano 58 a.C.: O legado Crasso combateu contra os sitiados, que se resguardavam em um ópido fortificado.
Sobre a mesma rocha esteve outrora encravado um santuário pagão, consagrado ao deus Abelio, um deus do sol celta, que foi reencravado por uma construção fortificada (castrum) dos séculos VII e VIII (ainda que com o antecedente de uma pequena fortificação romana). No ano 507 é citado a existência de uma fortificação na cidade de Foxum (a atual Foix).
No século IX constrói-se os pilares do que atualmente é o castelo uma abadia de estilo carolíngio, possivelmente fortificada, que no século X foi consagrada a São Volusiano, santo pelo que os condes de Foix sentiram grande devoção ao longo do tempo. A tal abadia acabou sendo destruída durante as Guerras de religião da França.
Igualmente conhece-se que Carlos Magno, possivelmente dentro de uma política de reforço das defensas pirenaicas ante os mouros que haviam ocupado a península ibérica, reforçou e modernizou o conjunto defensivo.
Segundo a documentação conservada, a existência do castelo já se atesta no ano 987. No ano 1012, figura no testamento outorgado por Roger II de Cominges "o velho", conde de Carcasona, conde de Couserans e conde de Razés, que legou a fortaleza a seu filho mais novo Bernardo I Rogério de Foix, o qual herdava o condado de Couserans e parte do condado de Razés. Sabe-se poucos dados sobre este primitivo castelo.

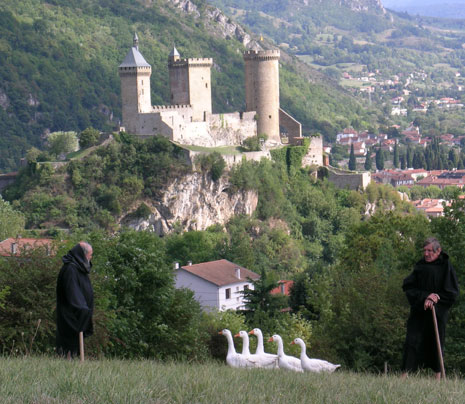
Castelo de Foix

Em efeito, a família senhorial proprietária da região havia-se instalado neste lugar que permitia o controle das vias de acesso à parte alta do vale de Ariège, ao observar deste ponto estratégico o país inteiro e por sua vez se protegia atrás de uma muralha inconquistável. De fato, o castelo está construído no ponto de confluência dos rios Arget e rio Ariège.
Em 1034, o castelo tornou-se sede do condado de Foix, determinando um importante papel na história militar medieval. Durante os dois séculos seguintes, o castelo protegeu não só aos condes como também às personalidades inspiradoras da resistência occitana durante a Cruzada contra os cátaros, e o condado tornou-se em refúgio privilegiado dos cátaros perseguidos.
No ano 1116, Raimundo Berengário III, o Grande, conde de Barcelona, interveio militarmente na cidade e seu castelo para pôr fim a uma revolta anticatalã. Em 1857, Mariano Fortuny Marsal obteve um prêmio por um quadro em que descreve estes fatos, Raimundo Berengário III no castelo de Foix.
O castelo, que sofreu vários investidas em sua história, entre eles os de Simão de Monforte (em 1211 e 1212), sempre resistiu aos assaltos bélicos, e unicamente foi conquistado em uma ocasião, em 1486, devido a uma traição acontecida por causa de combates entre duas ramificações da família condal de Foix. Proeza da época, os condes lograram preservar seu território da anexação a outros estados e inclusive experimentaram uma ascensão política. Não obstante em junho do ano 1272, Roger Bernardo III de Foix, conde de Foix e visconde de Castelbo rendeu-se ao rei da França, após este sitiar o castelo, sendo encerrado em uma masmorra até que aceitou render homenagem ao rei da França.
Em 1290, Roger Bernardo III de Foix tornou-se em visconde de Béarn, ao casar-se com a herdeira do viscondado de Béarn, Margarida (veja a relação de titulares do viscondado).

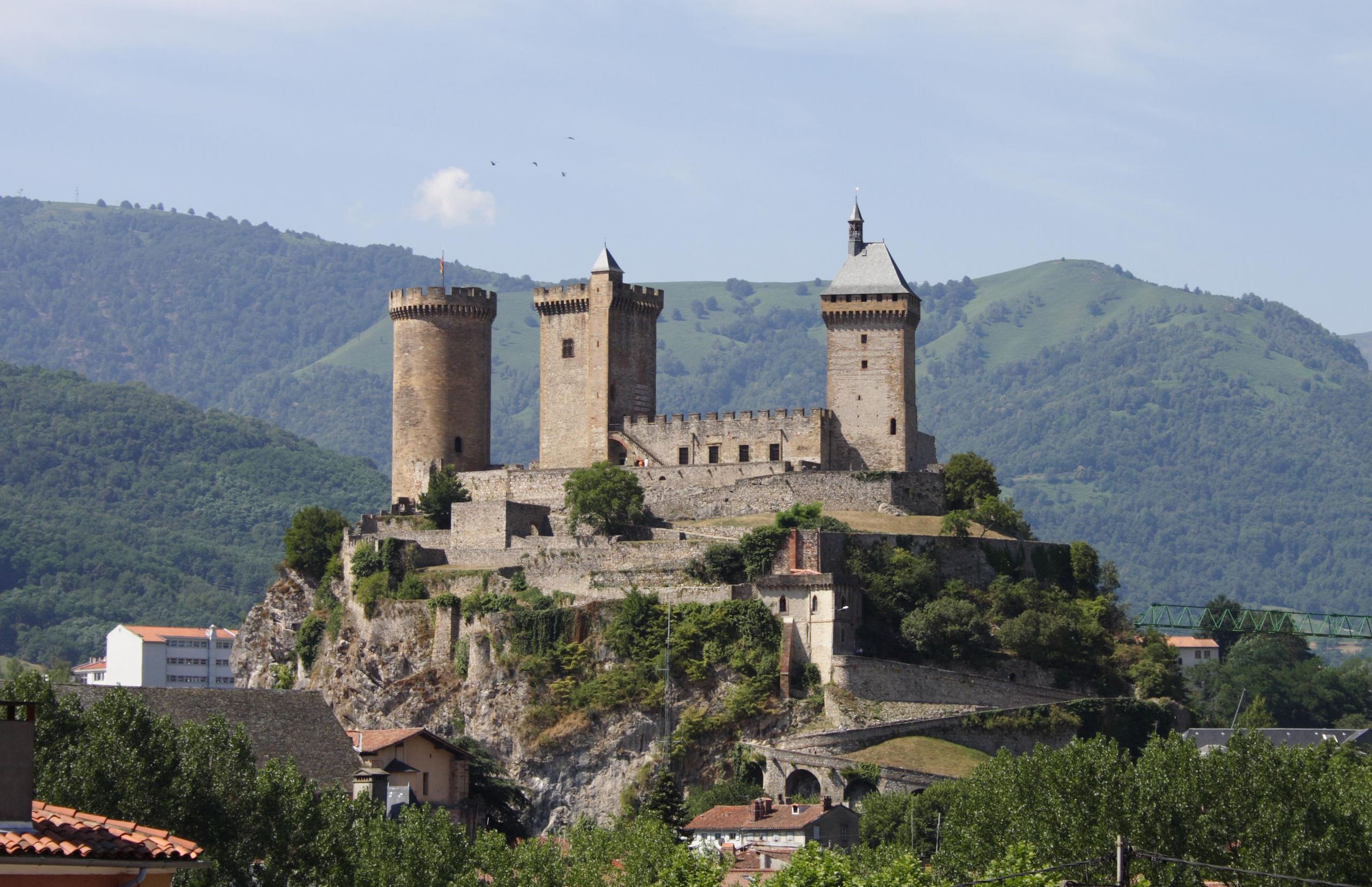
Castelo de Foix

Desde o século XIV, os condes de Foix, entre eles Gastão III Febus (1343-1391) foram abandonando progressivamente o castelo, devido a sua falta de confortabilidade, em proveito do Palácio dos governadores (o atual tribunal) da cidade de Pau, a capital do viscondado de Béarn. A partir de 1479, o conde de Foix assumiu a coroa do reino de Navarra e o último deles, Henrique IV, rei da França em 1607, anexou à França em 1620 seus territórios da Baixa Navarra, que a Espanha não havia conseguido controlar após a Conquista de Navarra.
Sede do governador do País de Foix desde o século XV, o castelo seguiu contribuindo à defensa do País, especialmente durante as guerras da religião. Tornou-se no último dos castelos da região após a ordem de Richelieu de que todos eles fossem destruídos (1632-1638).
Até a Revolução Francesa, a fortaleza manteve acantonada uma guarnição. Sua vida esteve constelada de recepções grandiosas quando tinham lugar as chegadas dos novos governadores, entre os que se contava o conde de Tréville, capitão dos mosqueteiros de Luís XIII da França, e o mariscal de Ségur, ministro de Luís XVI da França.
A torre Redonda, construída no século XV, é a mais recente, já que as duas torres quadradas foram construídas antes do século XI. Serviram como prisão para presos políticos e civis durante quatro séculos, até 1862.

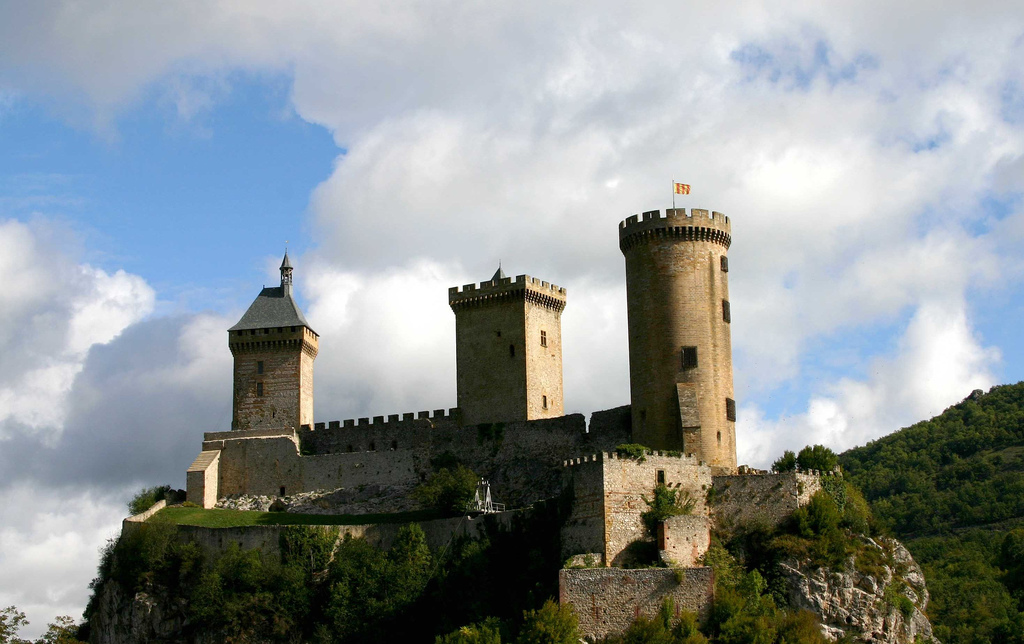
Castelo de Foix

Em meados do século XIX, o castelo de Foix foi declarado Monumento histórico pelo governo francês. Nesse mesmo século, o castelo foi objeto de uma intensa restauração, que pretendia recuperar seu estilo medieval.
Desde 1930, o castelo acolhe as coleções do Museu Departamental de Ariège. Pré-história, arqueologia galo-romana e medieval, etc., atestam a história de Ariège desde os tempos mais remotos. Atualmente, o Museu reorganiza suas coleções sobre a história do nascimento do castelo intentando mostrar como era a vida em Foix nos tempos dos condes. É igualmente interessante o espetáculo Era uma vez… Foix que cada verão organiza o Museu, durante o qual permanece iluminado todo o castelo.

## Arquitetura
Ambas as torres quadradas, a coberta e a descoberta, são das partes mais antigas do castelo, remontando sua antiguidade nos séculos XIII ou XIV (ainda que atuando sobre elementos existentes com anterioridade), sendo que a redonda, a mais moderna, data do século XVI. As três torres estão rematadas por almenas, e tem uma altura dentre 25 e 30 metros.
A torre quadrada descoberta conhece-se também como Tour d'Arget, posto que sua função é a vigilância do vale do rio Arget.
A torre central do castelo contém três salas providas de esplêndidas Abóbada de aresta.
As telas de união entre as torres (ou seja, a segunda muralha), igualmente almenas, e as barbacãs foram construídos no século XIII.